# Музей денег (Москва)
Музе́й де́нег — частный московский музей, посвящённый истории денег России и мира. Был создан в 2011 году по инициативе финансиста Александра Плющенко, в основу экспозиции легла его частная коллекция, насчитывающая к 2010-му около 1500 экспонатов из более чем 200 стран мира. Расположен на первом этаже здания речного пароходства в парке Речного вокзала.
Кому-то нравится воспринимать историю стран сквозь призму археологических раскопок, искусства, фольклора и тому подобного. Но мне кажется, что деньги — это квинтэссенция культуры, политического строя и экономического уклада страны.Александр Плющенко
Экспозиция организована в хронологическом порядке и начинается с информации о старейших предметах коллекции. Так, в витринах представлены раковины каури, добываемые в районе Мальдивских островов. Раковины были в обиходе на Дальнем Востоке, в Юго-Восточной Азии и Индии вплоть до начала XV века. Другой популярной денежной валютой являлись бруски соли, также используемые для обмена в России и Африке до XIV века.
Особенную ценность представляют монеты Древнего Китая, Скифии, Древней Греции и Древнего Рима: монеты-стрелы (VI век до н. э. — I век до н. э.), монеты-дельфинчики из греческого полиса Ольвия (440—360 годы до н. э.), монета-рыба (1122—255 годы до н. э.) из Китая. Одним из самых редких экспонатов музея является тетрадрахма Афинская, считающаяся одной из древнейших монет в мире.
Часть экспозиции освещает появление денег из меди, бронзы и железа около I века до н. э. Впоследствии на первый план вышли драгоценные материалы, такие как серебро и золото. Одним из самых больших собраний, представленных в музее, является коллекция бон и монет США и Франции, насчитывающая более 70 экспонатов, изготовленных начиная с 1775 года.
Отдельные витрины освещают историю появления денег в России, первые бумажные единицы появились в стране только при императрице Екатерине II. Большое количество экспонатов относится к периоду Гражданской войны в России, а также становлению Советской власти.
За годы существования коллекция музея значительно увеличилась, по состоянию на 2018-й в состав музейного фонда входят более 4000 экспонатов из 231 страны мира. Одной из целей, стоящих перед музейными работниками, является создание коллекции, репрезентирующей развитие денег во всех странах мира. Помимо выставочной деятельности при музее проводятся научные исследования монетных дворов Золотой Орды.
- Экспозиция музея, 2017 год